# Cova de Nhaus
La cova de Nhaus (cauna de Nhaus en occità, grotte de Niaux en francès) és una cova situada a l'Arieja, dins dels límits de la comuna de Nhaus. Conté representacions pictòriques del Paleolític superior, amb nombroses figuracions parietals de la cultura magdeleniana. La cova s'obre a través de calcàries juràssiques i eocretàcies. Forma part de la xarxa de coves ornamentades de la cadena pirinencocantàbrica.

## Història
La cova ha estat visitada regularment des del segle xvii, tal com demostren les nombroses inscripcions que hi ha a l'interior. L'ocupació prehistòrica ha estat reconeguda i estudiada des de 1906, ja que després que el capità Molar i els seus fills fessin un mapa de la gruta i en descobrissin les pintures de la Sala negra, va atraure l'atenció d'especialistes en arqueologia.
Classificada com a Monument històric de França el 13 de juliol de 1911, la cova Nhaus és, de fet, un complex subterrani de 14 km que també inclou la cova de Lombrives, situada a l'altra vessant de la muntanya, i la cova de Savart, no connectada amb les altres dues cavitats.

## Ocupació prehistòrica

### Art parietal
La cova de Nhaus conté un art parietal molt ric que inclou la majoria de les espècies de la fauna prehistòrica de la serralada dels Pirineus. Els animals estan majoritàriament pintats amb matèria negra, l'origen de la qual és el carbó vegetal o el diòxid de manganès; també hi trobem un material vermell obtingut a partir d'hematites triturada. L'edat de les pintures de la Sala Negra s'ha pogur datar gràcies als carbons vegetal amb el qual van ser fetes i s'ha estimat en 13.000 anys (datació de carboni 14).
La sala principal, que inclou les representacions animals més espectaculars, s'anomena "Sala Negra". La cova també conté signes com ara punts vermells i negres o línies; aquests signes els podem trobar tant aïllats a les parets com associats amb representacions d'animals.
El bestiari representat inclou principalment bisons (54), cavalls (29), cabra salvatge (15), així com cérvols i fins i tot peixos. La morfologia dels cavalls evoca la del pottoka actual, cavall endèmic dels Pirineus encara present al País Basc. Cal destacar la presència d'un traç que representa una mostela, ja que aquest animal rarament se'l veu representat en l'art parietal magdalenià.

### Motivacions per a la frequentació de la cova
La cova sembla que no va ser un lloc d'hàbitat, ja que no s'hi ha trobat cap vestigi domèstic ni a l'entrada ni a la part inferior de la cova. Aquesta característica de la cova de Nhaus és compartida amb d'altres coves ornamentades, presents a la mateixa vall o les valls veïnes (cova de Vedelhac, les coves de la Vall d'Ussat, etc.). Per contrapartida es coneixen altres coves de la zona que sí que van tenir la funció d'hàbitat (la cova de la Vaca o la cova de les Esglésies).
Els magdalenians probablement entraven per dos llocs diferents a la cova Nhaus: un era per accedir a la "Sala Negra" i l'altra per accedir a la "xarxa de Clastres". El pas subterrani entre les dues parts està actualment ofegat per diversos sifons.
Els humans de la prehistòria van penetrar profundament a la cova per pintar-la: no hi ha cap pintura identificada a l'entrada de la cova i la "Sala negra" es troba a més de 700 m de l'entrada prehistòrica. Tot l'espai lliure de pintures no se l'ha pogut relacionar amb cap funció concreta.
S'han identificat petjades humanes al terra de la cova. Avui en dia només se'n conserven en una desena d'àrees. La mida de les passes d'aquestes petjades indica que la cova també la van freqüentar infants.

### Significació de les obres magdalenianes
L'art de Nhaus, com és en l'art paleolític en general, no pretén només una representació paisatgística figurativa: cap element del paisatge hi és representat (flora, muntanyes, etc.). Com a excepció a aquesta afirmació, a Nhaus hi tenim la representació d'un petit íbex que sembla que s'estigui recolzant amb les potes del davant sobre una fissura de la roca que representaria el terra. A part d'aquest dibuix, en la resta de representacions els animals sembla que flotin a les parets de la cova, cenyint-se a les seves formes. 

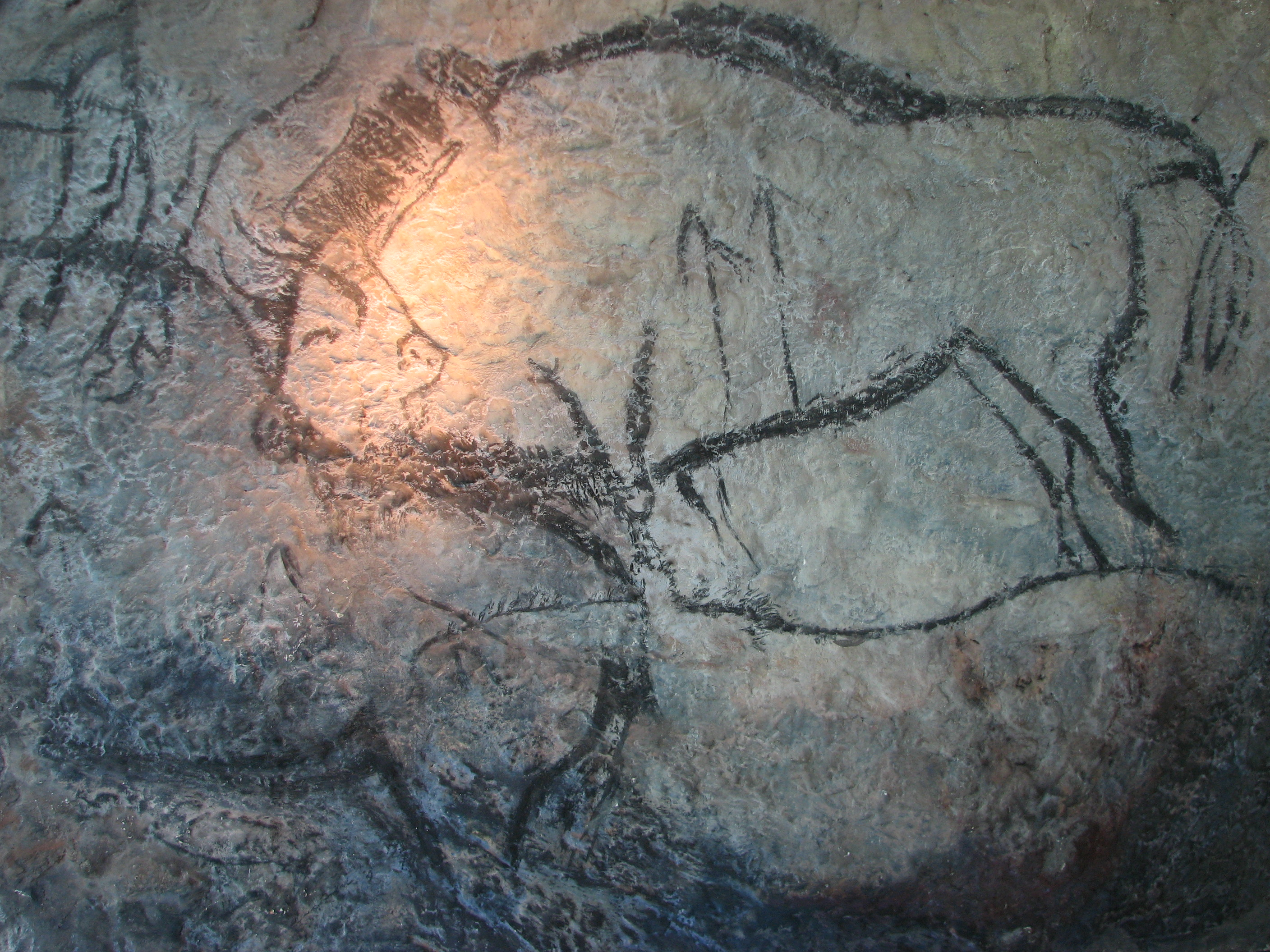
Bisó de la Sala negra (cova de Nhaus).

Pel que fa al tipus de fauna representada, hi apareixen majoritàriament herbívors de grans dimensions. L'os i el llop, malgrat ser animals presents a la zona en el moment de la creació de les pintures, no hi apareixen representats.
Un segle de recerca arqueològica a la regió ha permès de trobar campaments temporals del Paleolític. Es tractaria d'establiments que els caçadors del Paleolític superior utilitzarien com a base per a les seves caceres. Són espais ocupats durant els mesos estivals que a l'hivern s'abandonarien. L'economia es basava principalment en el treball de la pell dels animals, de les banyes de cérvids i dels ossos de ren. Una de les primeres hipòtesis sobre l'art parietal del Paleolític superior a la cadena pirinencocantàbrica ha estat lligada a la caça: les obres serien representacions d'escenes de caça (algunes fletxes semblen estar dibuixades clavades en alguns animals de la «Sala negra») i s'haurien realitzat dins del marc de cerimònies als esperits per assegurar una bona caça (per això només s'hi representarien grans herbívors). Per contra, algunes coves veïnes sí que contenen representacions de depredadors.
Una hipòtesi apareguda a finals del segle xix, i revifada recentment de la mà de Jean Clottes, relaciona l'art paleolític amb el xamanisme. En la majoria de les representacions parietals paleolítiques (ja sigui a Nhaus o a la cèlebre cova de Las Caus), els cavalls i els bisons hi són molt representats malgrat no formar part de les partides de caça. Les representacions hi són estilitzades i convingudes (potes en triangle, cues que no s'enllacen amb la gropa dels animals representats...) i sovint les formes s'adapten al relleu de les parets. La hipòtesi del xamanisme consisteix doncs en veure l'interior de la cova de Nhaus un lloc privilegiat de trobades entre els humans i el món dels esperits de la natura, reflectits a les parets de la cova. Es tractaria, doncs, d'un sistema social i místic on la interacció amb els esperits naturals formaria part integrant del món quotidià.

## Visites

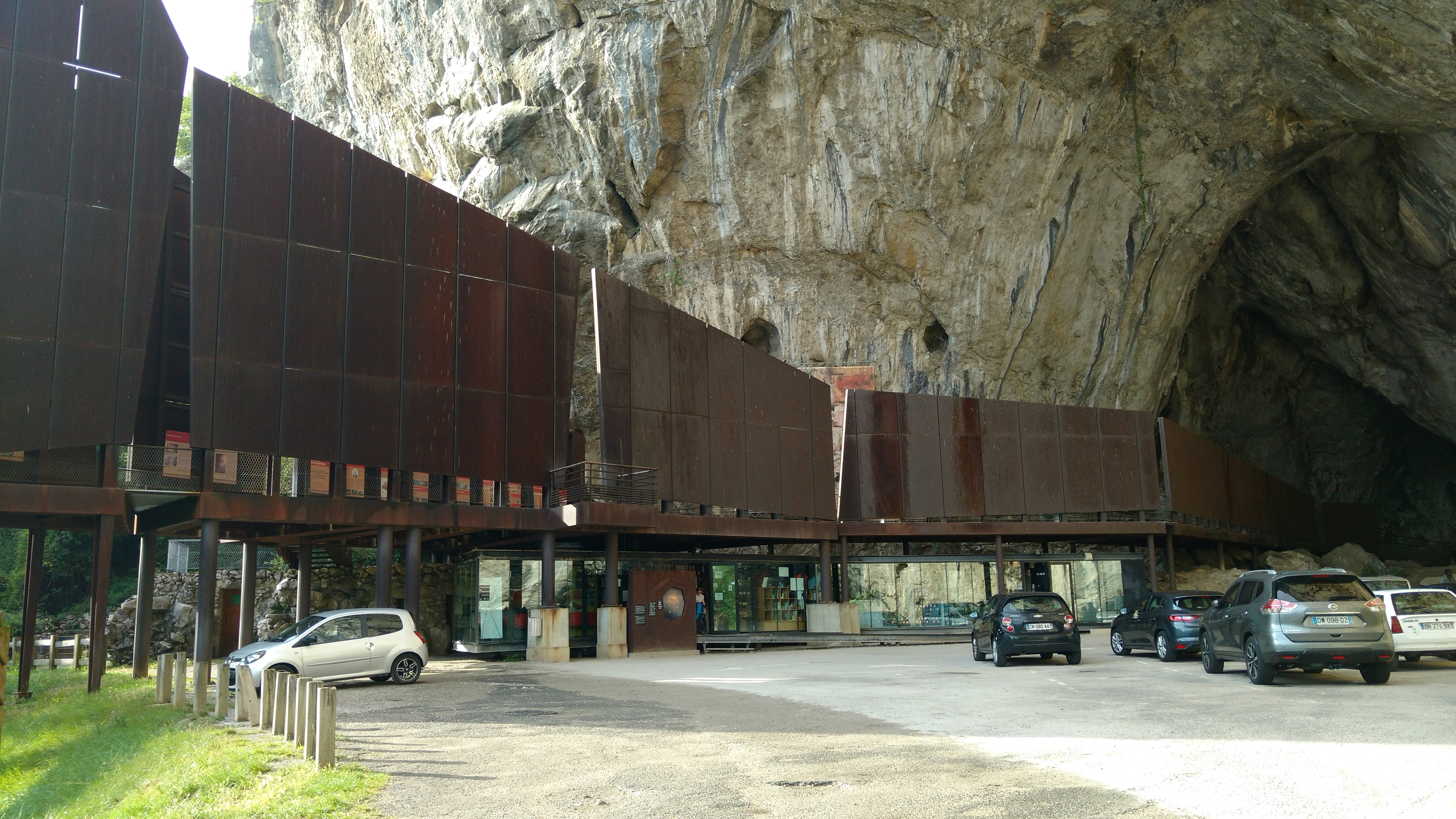
Entrada de la cova de Nhaus.

La cova de Nhaus és oberta al públic. Les visites, sempre acompanyades d'un guia, es fan respectant les regles precises per tal d'assegurar la conservació de les obres d'art prehistòriques. La visita es realitza en grups de màxim de 25 persones.
No hi ha cap sistema d'il·luminació permanent dins de la cova. Cada grup s'hi veu amb l'ajut de làmpades elèctriques portàtils. El recorregut és de 800 metres i passa per la «Sala negra», lloc on hi ha la majoria de pintures visibles. L'altra part ornamentada de la cova, anomenada xarxa Clastres, normalment no es troba oberta al públic.
La visita passa per passatges estrets i s'efectua, en la majoria del recorregut, sobre el mateix terra que els propis magdelenians trepitjaven.